# Ambrosos (Mythologie)
Ambrosos (altgriechisch Ἄμβρόσος) oder Ambrossos (altgriechisch Ἄμβρόσσος) war ein mythischer eponymer Heros im antiken Griechenland. Nach ihm wurde die phokische Stadt Ambrosos benannt. Der Name der Stadt erscheint auch als Ambrysos (altgriechisch Ἄμβρυσος) oder Amphrysos (altgriechisch Ἄμφρυσος).